# Cognin-les-Gorges
Cognin-les-Gorges là một xã thuộc tỉnh Isère, vùng Rhône-Alpes đông nam nước Pháp. Xã này nằm ở khu vực có độ cao trung bình 166 mét trên mực nước biển.